# بانوراميو
بانوراميو (بالإنجليزية: :Panoramio)‏ هو موقع إلكتروني يعرض صوراً حقيقية لمواقع جغرافية تمت إضافتها من قبل المستخدمين. بحيث يقوم المستخدم بإضافة صور ويحدد مواقعها جغرافياً بمساعدة الشرائح المحتوية على صور حقيقية لتلك المواقع من الفضاء والملتقطة من قبل جوجل. كما تقوم جوجل بأخذ تلك الصور شهريا من الموقع وعرضها على برنامجها الشهير جوجل إيرث في نفس تلك المواقع. يهدف هذا الموقع إلى جعل مستخدمين الجوجل إيرث أن يروا صوراً واقعية ملتقطة من قبل مستخدمين آخرين لتلك الأماكن المصورة من الفضاء الخارجي.
ويقع مقر بانوراميو الرئيسي في زيورخ بسويسرا في مبنى المكاتب الرئيسي لشركة جوجل.

## تاريخه

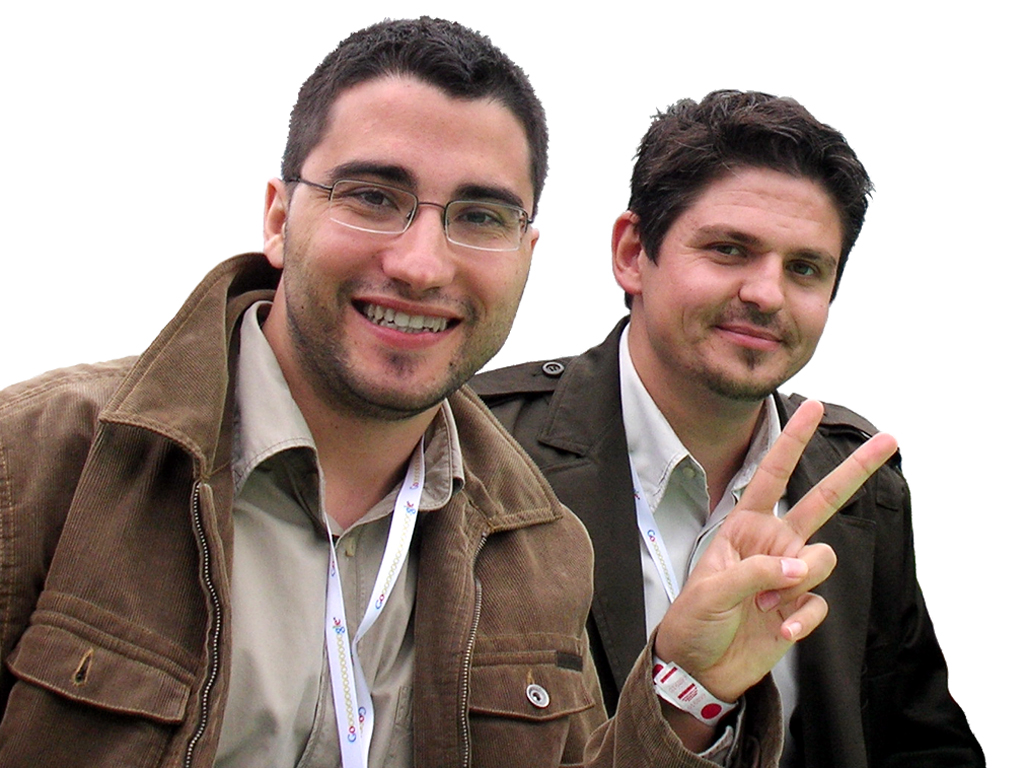
خواكين كوينكا وإدواردو مانشون منشئين بانوراميو

في صيف عام 2005 قام رجلان من إسبانيا بإنشاء هذا الموقع، تحديداً في 3 أكتوبر 2005. وفي 19 مارس 2007 بلغت مجمل الصور المرفوعة من قبل المستخدمين في الموقع مليون صورة. بعدها بثلاثة أشهر، في 27 يونيو 2007, بلغت مجمل الصور مليونين صورة. وبعدها بأربعة أشهر، في 25 أكتوبر 2007, بلغت مجمل الصور المرفوعة خمسة ملايين صورة.
في 30 مايو 2007, أعلنت جوجل عن رغبتها في الحصول على الموقع.
وتم الاستحواذ رسميا على بانوراميو من قبل جوجل في يوليو 2007.

## التوقف عن العمل
بدأ بانوراميو الخدمة في عام 2005، وتوقف رسميا عن الخدمة في 4 نونبر 2016.
قبل التوقف عن الخدمة قدمت شركة جوجل اقتراحا للمستخدمين الراغبين في المحافظة على صورهم، الاقتراح كان عبارة عن نقل الصور الموجودة في بانوراميو إلى أرشيف صور جوجل عن طريق ربط صفحة المستخدم في بانوراميو بحسابه في جوجل.

## وصلات خارجية
- الموقع الرسمي
- موقع جوجل إيرث
- جوجل تضيف ويكيبيديا وبانوراميو لجوجل إيرث